# Grabówka (Lubomia)
Grabówka (deutsch Grabowka) ist ein Dorf in der Landgemeinde Lubomia im Powiat Wodzisławski in der Woiwodschaft Schlesien in Polen.

## Sehenswürdigkeiten
- Der Speicher (Spichlerz) stammt wohl aus dem 18. Jahrhundert und war Teil des Gutshofes.[1]
- Die des böhmischen Landesheiligen Johannes Nepomuk steht an einer Wegkreuzung am nördlichen Dorfrand. Sie trägt eine Wappenkartusche des Adelsgeschlechts Lichnowsky und ein Chronogramm mit der Jahreszahl 1738.[2]

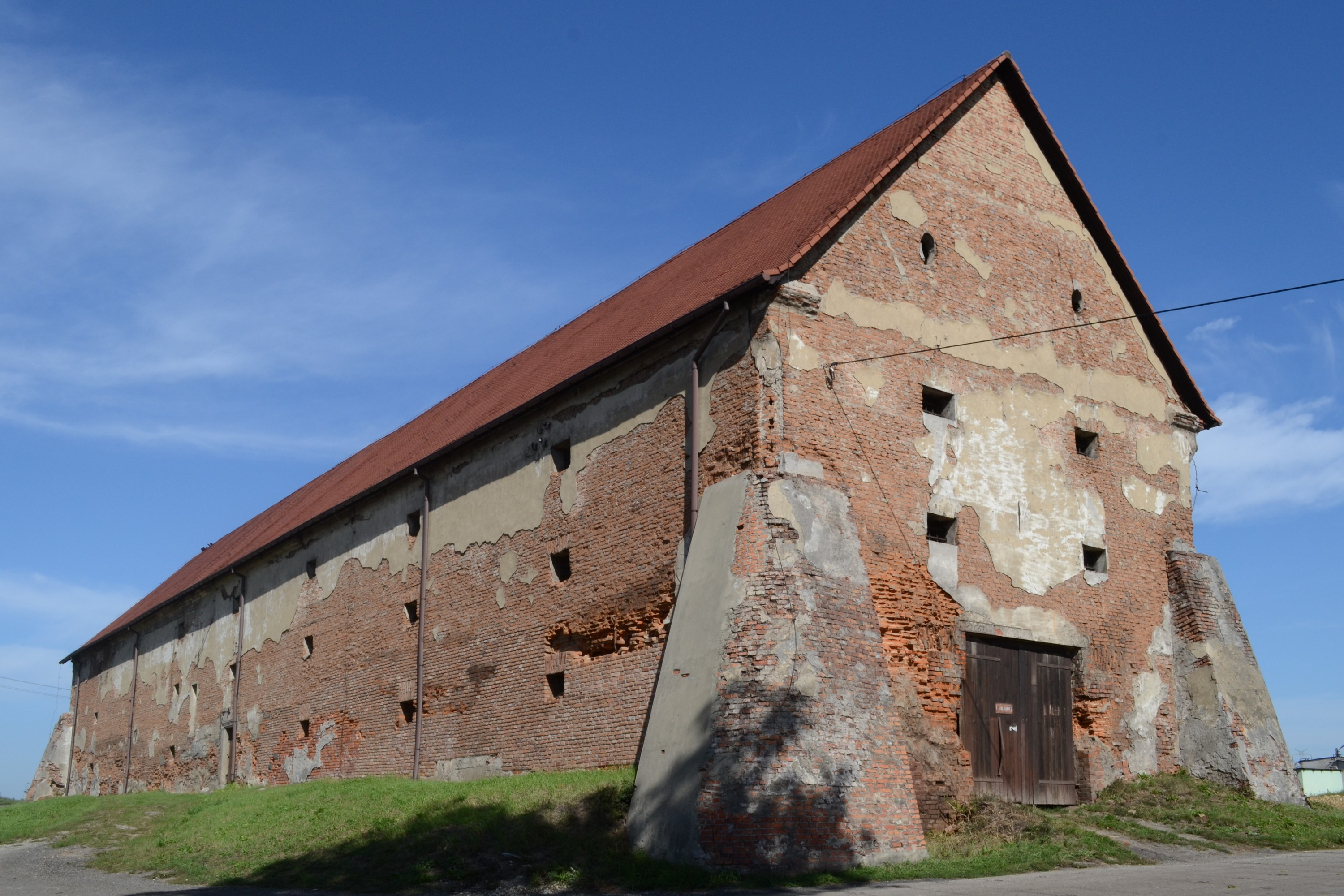
Speicher
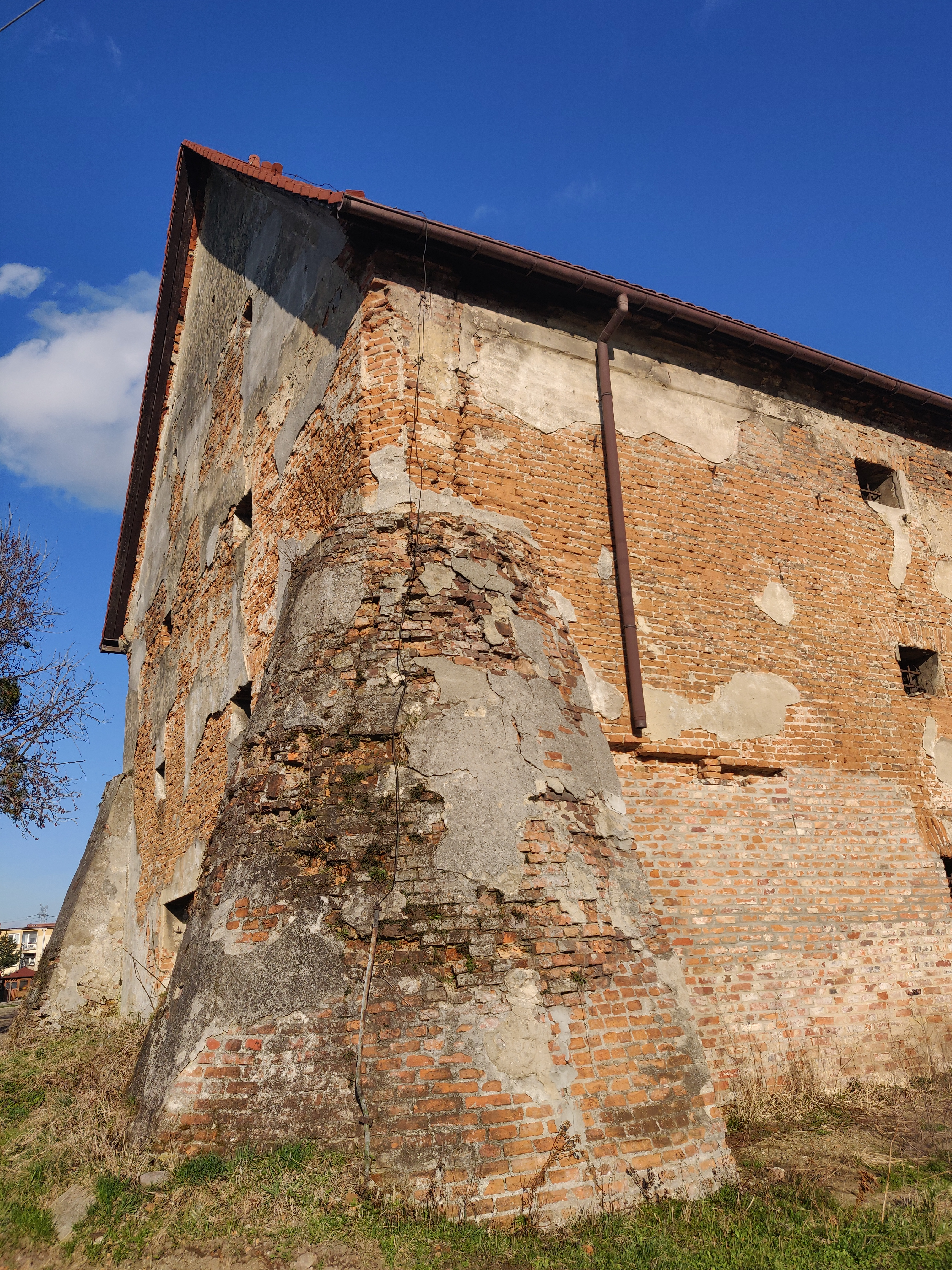
Speicherecke